# Brandeville
Cet article possède un paronyme, voir Branville (homonymie).
Brandeville est une commune française située dans le département de la Meuse, en région Grand Est.

## Géographie

### Hydrographie
La commune est dans le bassin versant de la Meuse au sein du bassin Rhin-Meuse. Elle est drainée par le ruisseau de Braconrupt et le ruisseau de Champ Noue,.
Le ruisseau de Braconrupt, d'une longueur de 10 km, prend sa source dans la commune  et se jette  dans le Loison à Jametz, après avoir traversé quatre communes. 

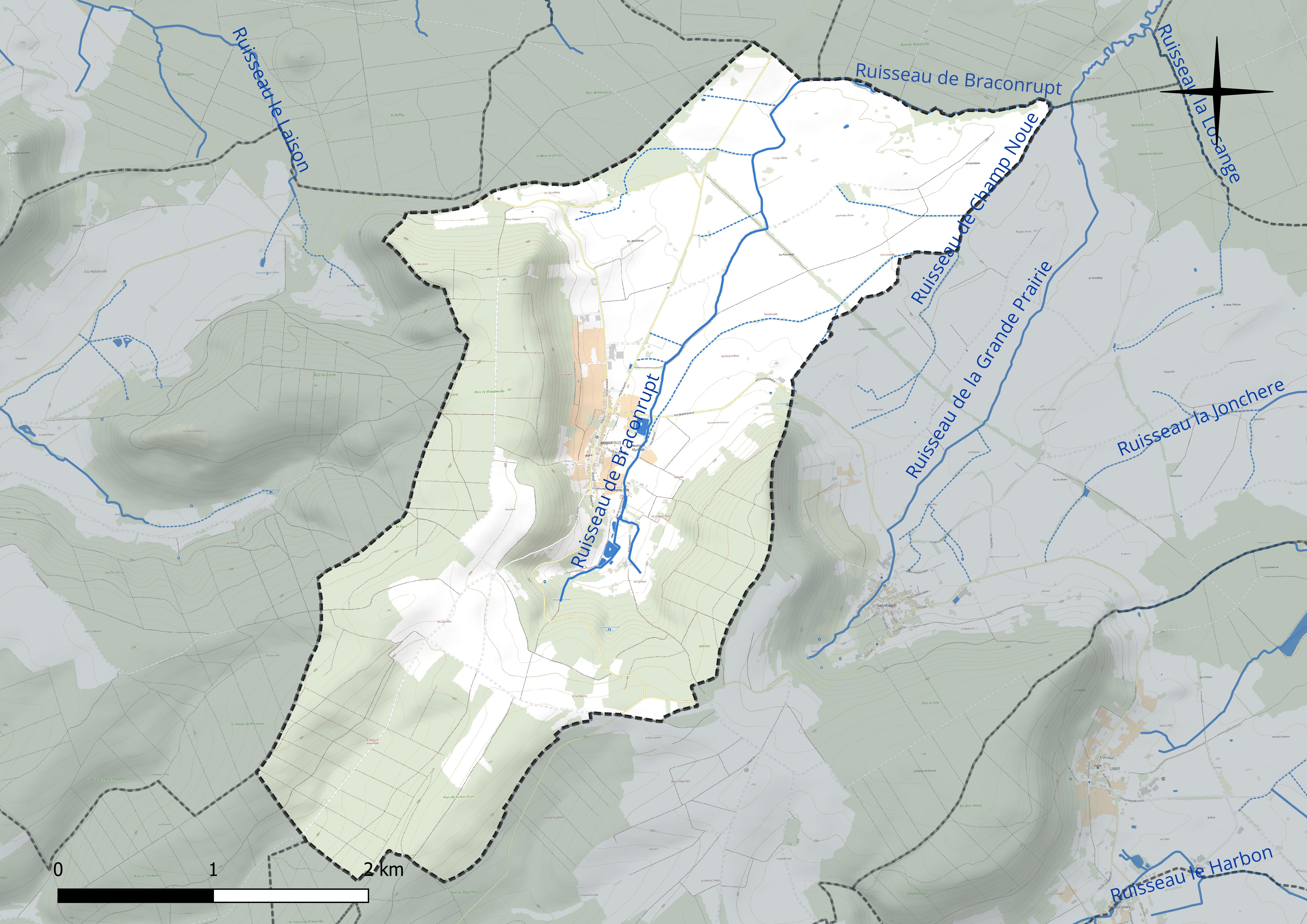
Réseau hydrographique de Brandeville.

### Climat
Pour des articles plus généraux, voir Climat du Grand Est et Climat de la Meuse.
En 2010, le climat de la commune est de type climat de montagne, selon une étude du Centre national de la recherche scientifique s'appuyant sur une série de données couvrant la période 1971-2000. En 2020, Météo-France publie une typologie des climats de la France métropolitaine dans laquelle la commune est exposée à un climat océanique altéré et est dans la région climatique  Lorraine, plateau de Langres, Morvan, caractérisée par un hiver rude (1,5 °C), des vents modérés et des brouillards fréquents en automne et hiver. 
Pour la période 1971-2000, la température annuelle moyenne est de 10 °C, avec une amplitude thermique annuelle de 16,3 °C. Le cumul annuel moyen de précipitations est de 997 mm, avec 14,2 jours de précipitations en janvier et 9,9 jours en juillet. Pour la période 1991-2020, la température moyenne annuelle observée sur la station météorologique de Météo-France la plus proche, « Mouzay », sur la commune de Mouzay à 10 km à vol d'oiseau, est de 10,6 °C et le cumul annuel moyen de précipitations est de 789,5 mm. 
La température maximale relevée sur cette station est de 40,4 °C, atteinte le 24 juillet 2019 ; la température minimale est de −15,3 °C, atteinte le 20 décembre 2009,,. 
Les paramètres climatiques de la commune ont été estimés pour le milieu du siècle (2041-2070) selon différents scénarios d'émission de gaz à effet de serre à partir des nouvelles projections climatiques de référence DRIAS-2020. Ils sont consultables sur un site dédié publié par Météo-France en novembre 2022.

## Urbanisme

### Typologie
Au 1er janvier 2024, Brandeville est catégorisée commune rurale à habitat dispersé, selon la nouvelle grille communale de densité à sept niveaux définie par l'Insee en 2022.
Elle est située hors unité urbaine et hors attraction des villes,.

### Occupation des sols
L'occupation des sols de la commune, telle qu'elle ressort de la base de données européenne d’occupation biophysique des sols Corine Land Cover (CLC), est marquée par l'importance des territoires agricoles (53,2 % en 2018), une proportion sensiblement équivalente à celle de 1990 (53,1 %). La répartition détaillée en 2018 est la suivante : 
forêts (46,6 %), prairies (25,6 %), terres arables (22 %), zones agricoles hétérogènes (5,6 %), milieux à végétation arbustive et/ou herbacée (0,2 %). L'évolution de l’occupation des sols de la commune et de ses infrastructures peut être observée sur les différentes représentations cartographiques du territoire : la carte de Cassini (XVIIIe siècle), la carte d'état-major (1820-1866) et les cartes ou photos aériennes de l'IGN pour la période actuelle (1950 à aujourd'hui).

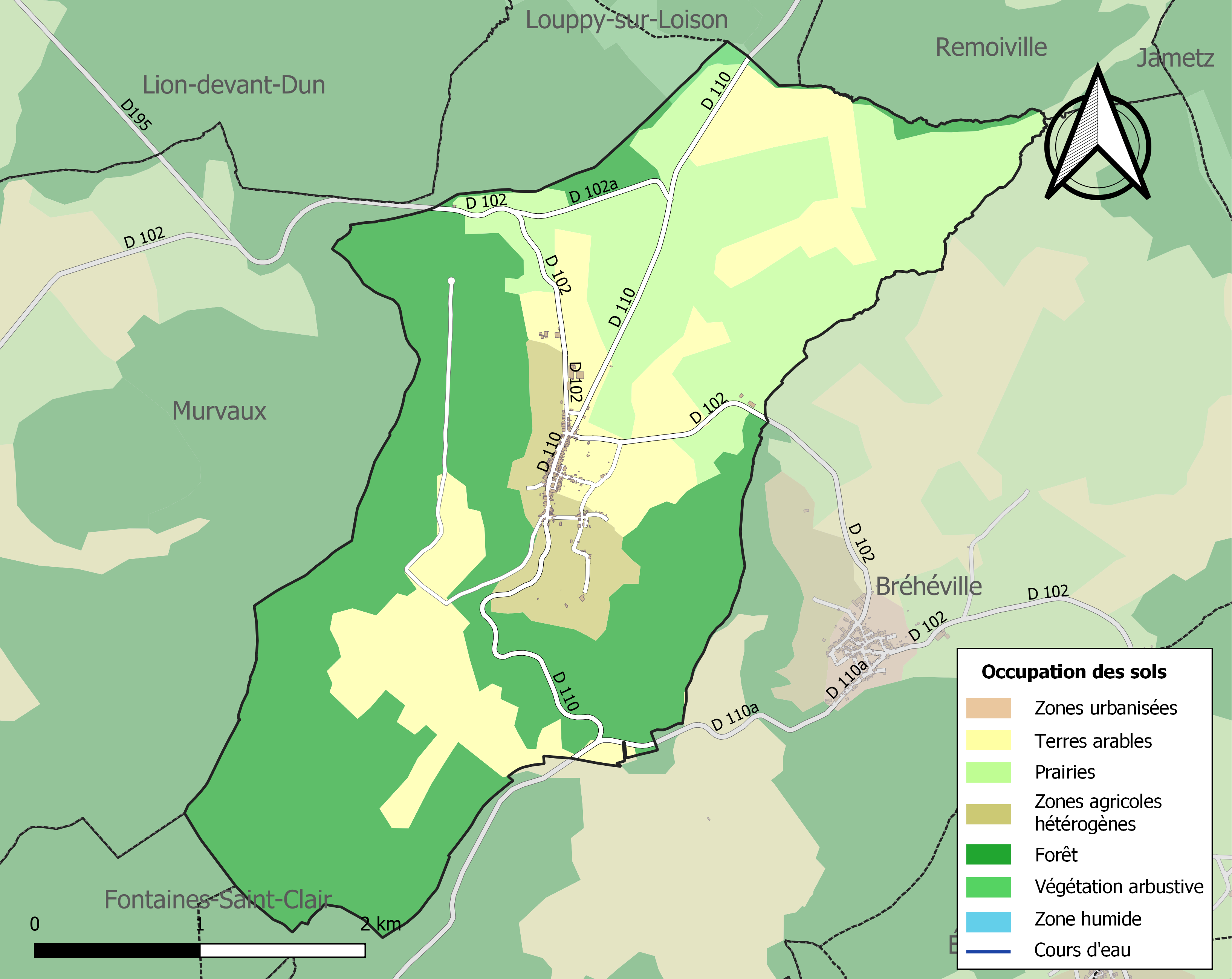
Carte des infrastructures et de l'occupation des sols de la commune en 2018 (CLC).

## Toponymie
Bonum villare (1086), Brandevilla (XVIe siècle).
La forme de 1086 est suspecte. Il s'agit manifestement d'un type toponymique en -ville au sens ancien de « domaine rural », précédé du nom de personne germanique Brando.

## Histoire
Avant 1430, Brandeville était une terre commune entre le Luxembourg et le Barrois. Puis en 1603, c'était une terre commune entre le Luxembourg et la Lorraine.
Avant 1790, Brandeville faisait partie de la prévôté bailliagère de Marville et était rattaché au diocèse de Reims (archidiaconé de Champagne, doyenné de Dun).

## Politique et administration
| Période                                  | Période  | Identité                                        | Étiquette | Qualité |
| ---------------------------------------- | -------- | ----------------------------------------------- | --------- | ------- |
| Les données manquantes sont à compléter. |          |                                                 |           |         |
| mars 2001                                | 2006     | Claude Demange                                  |           |         |
| 2006                                     | En cours | Luc Bourtembourg Réélu pour le mandat 2020-2026 |           |         |

## Population et société

### Démographie
L'évolution du nombre d'habitants est connue à travers les recensements de la population effectués dans la commune depuis 1793. Pour les communes de moins de 10 000 habitants, une enquête de recensement portant sur toute la population est réalisée tous les cinq ans, les populations de référence des années intermédiaires étant quant à elles estimées par interpolation ou extrapolation. Pour la commune, le premier recensement exhaustif entrant dans le cadre du nouveau dispositif a été réalisé en 2008.

En 2022, la commune comptait 172 habitants, en évolution de −7,53 % par rapport à 2016 (Meuse : −4,4 %, France hors Mayotte : +2,11 %).
| 1793 | 1800 | 1806 | 1821 | 1831  | 1836  | 1841  | 1846  | 1851  |
| ---- | ---- | ---- | ---- | ----- | ----- | ----- | ----- | ----- |
| 827  | 844  | 893  | 924  | 1 000 | 1 048 | 1 055 | 1 100 | 1 127 |

| 1856 | 1861 | 1866 | 1872 | 1876 | 1881 | 1886 | 1891 | 1896 |
| ---- | ---- | ---- | ---- | ---- | ---- | ---- | ---- | ---- |
| 998  | 963  | 869  | 828  | 795  | 750  | 719  | 695  | 679  |

| 1901 | 1906 | 1911 | 1921 | 1926 | 1931 | 1936 | 1946 | 1954 |
| ---- | ---- | ---- | ---- | ---- | ---- | ---- | ---- | ---- |
| 614  | 616  | 564  | 404  | 376  | 303  | 293  | 239  | 247  |

| 1962 | 1968 | 1975 | 1982 | 1990 | 1999 | 2006 | 2008 | 2013 |
| ---- | ---- | ---- | ---- | ---- | ---- | ---- | ---- | ---- |
| 253  | 245  | 204  | 175  | 136  | 141  | 162  | 168  | 182  |

| 2018 | 2022 | - | - | - | - | - | - | - |
| ---- | ---- | - | - | - | - | - | - | - |
| 182  | 172  | - | - | - | - | - | - | - |

## Culture locale et patrimoine

### Lieux et monuments

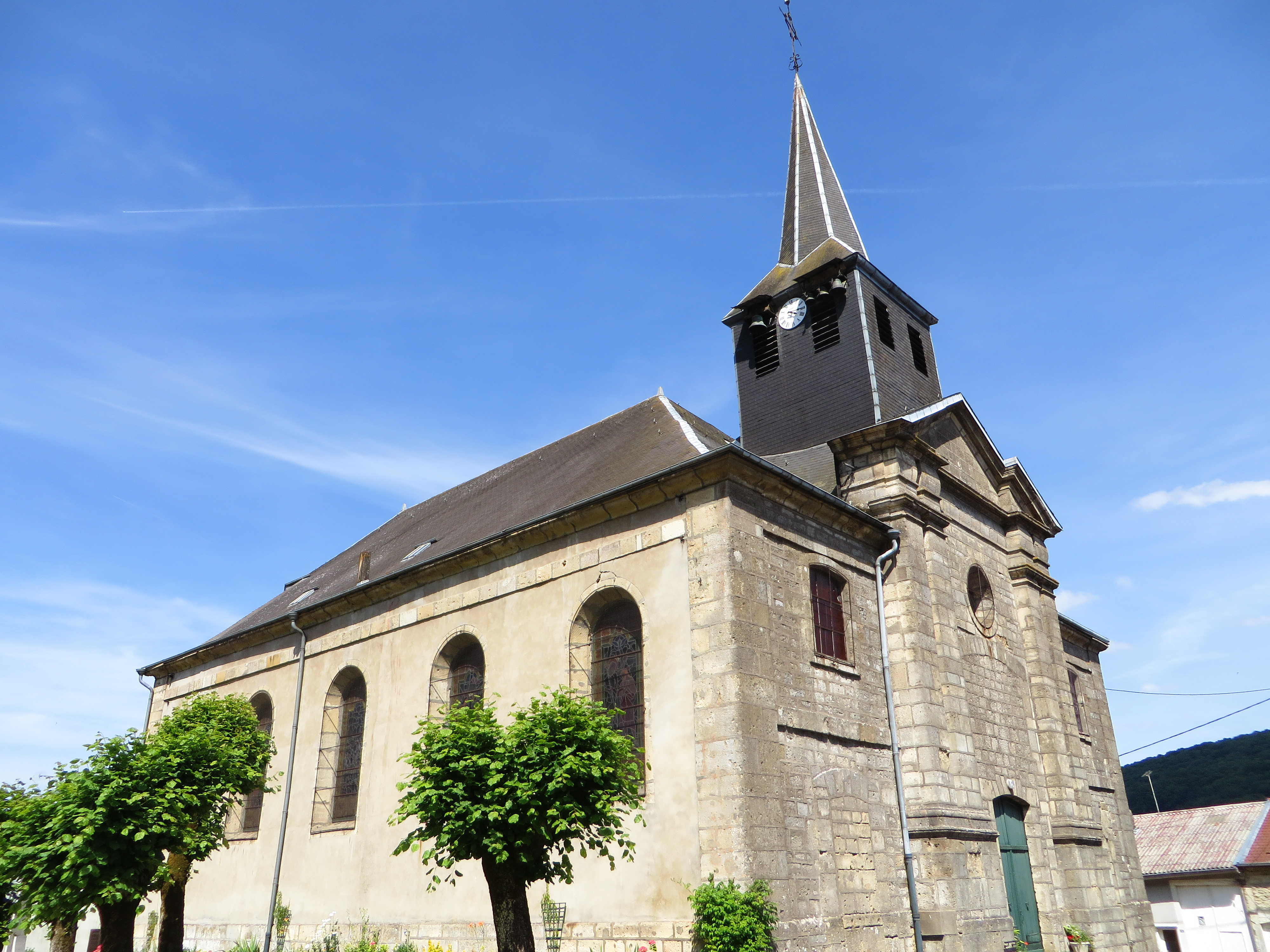
L'église Saint-Martin.

- L'église Saint-Martin datant du XVIIIe siècle.

### Personnalités liées à la commune
Selon l'auteur de l'Histoire de Montmédy (Manuel de la Meuse), Gérard Liégeois de Laneuville-sur-Meuse a le 11-12-1608, des domaines à Brandeville qu'il reçoit du Duc Henry II. Selon l'auteur, Gérard Liégeois avait, pour père ou pour oncle noble César LIEGEOIS, gouverneur de la saline de Moyenvic. Ces Liégeois sont des descendants de Regnault d'Hoffelize, le liégeois «issu du Pays de Liège…» et établi à Vic-sur-Seille en 1456.[réf. nécessaire]

### Héraldique
| Blason de Brandeville | Blason  | D'azur semé de croisettes latines d'or, au brasier de gueules mouvant de la pointe surmonté d'un cœur d'or enflammé de gueules. |
| Blason de Brandeville | Détails | Création de R.A. Louis, D. Lacorde et D. Larcher. Adopté par la commune en juin 2013.                                           |